# Eschelbronn
Eschelbronn  è un comune tedesco di 2 597 abitanti situato nel circondario di Rhein-Neckar-Kreis, nel Land del Baden-Württemberg. La cittadina è adiacente a Sinsheim.

## Storia
Eschelbronn venne già citata nell'anno 788/789 in un atto di donazione dell'abbazia di Lorsch. Verso la fine del XIII secolo diventò di proprietà della diocesi di Spira. Nel 1267 nel paese venne costruito un castello di legno che successivamente, nel 1375, venne trasformato in castello di pietra. Nel 1526 l'intera popolazione venne convertita al luteranesimo. Nel 1807 Eschelbronn passò sotto la circoscrizione di Baden. Nel 1807 il paese si unì ai distretti di Waibstadt e di Sinsheim che a loro volta, nel 1813, diventarono parte del territorio del Rhein Neckar.

## Economia
In passato la fonte di guadagno primaria degli abitanti di questo paese era l'agricoltura; tuttavia, in seguito, verso la fine del XVIII secolo divenne sempre più importante la tessitura del lino. Sin dalla fine del XIX secolo, Eschelbronn è nota per la sua industria manifatturiera.